# La Torreta d'Useu
Les restes de la Torreta d'Useu estan situades a l'antic terme de Baén, a la comarca del Pallars Sobirà, en el poble d'Useu.
Són un xic allunyades a llevant del poble, prop d'on hi ha les restes de l'església vella de Sant Romà Vell d'Useu i de la Casa del Batlle.